# Walter Alini
Walter Alini (Brescia, 1º ottobre 1923 – 20 luglio 1996) è stato un politico e sindacalista italiano.

## Biografia
Impegnato sindacalmente nella CGIL, è segretario generale della Fiom milanese e poi della Camera del Lavoro di Milano. Nel 1956 e nel 1960 viene eletto consigliere comunale con il Partito Socialista Italiano a Milano.
Alle elezioni politiche del 1963 viene eletto alla Camera dei Deputati con il PSI. Nel 1964 è fra i promotori della scissione di sinistra che dà vita al Partito Socialista Italiano di Unità Proletaria, con il quale viene rieletto alla Camera alle elezioni del 1968, restando in carica sino al 1972; nell'agosto di tale anno, allo scioglimento del PSIUP, aderisce al Partito Comunista Italiano.
Negli anni Novanta è attivo nell'ANPI di Milano.